# První vláda Yvese Leterma
První vláda Yvese Leterma působila jako vláda Belgie v období od 20. března do 30. prosince 2008 (od 22. prosince v demisi). Vedl ji Yves Leterme [if leterm] z Křesťanskodemokratické a vlámské strany (CD&V).
Ve vládě bylo zastoupeno celkem 6 stran: Socialistická strana (PS), Křesťanskodemokratická a vlámská strana (CD&V), Reformní hnutí (MR), Vlámští liberálové a demokraté (Open Vld) a Humanistický demokratický střed (CDH). Byla vytvořena po devítiměsíčním vyjednávání.

## Demise vlády
19. prosince 2008 rezignoval Jo Vandeurzen na svou funkci místopředsedy vlády a ministra spravedlnosti a ústavních reforem poté, co vypukl skandál ohledně ovlivňování rozsudku Odvolacího soudu ve věci prodeje banky Fortis. Z ovlivňování byli oblivněni Jo Vandeurzen, dále místopředseda vlády a ministr financí a ústavních reforem Didier Reynders a předseda vlády Yves Leterme. Obvinění obsahovalo i zneužití vlivu z pozice předsedy Nejvyššího soudu.
Vláda údajně vyvíjela tlak na Odvolací soud, aby rozhodl ve prospěch jejího návrhu řešení krize. Ten zablokoval vládní pomoc bance i prodej jejích akcií francouzskému ústavu BNP Paribas. Podle soudu bylo nutné o souhlas s tímto krokem požádat akcionáře banky.
19. prosince později předseda vlády Leterme nabídl králi Albertu II. rezignaci celého kabinetu, ten ji 22. prosince přijal. Od té doby úřadovala vláda až do 30. prosince v demisi, dokud se vlády neujal kabinet Hermana Van Rompuye.

## Složení vlády

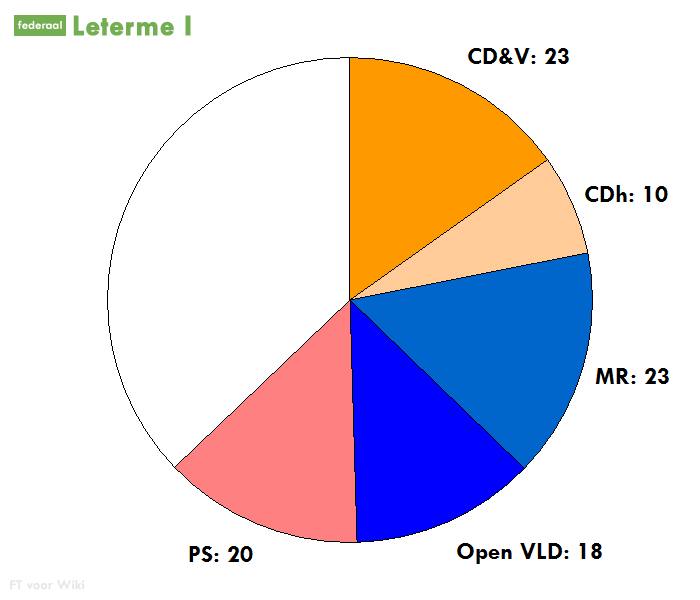
Koaliční strany podle počtu mandátů v parlamentu

Kabinet sestával z 15 ministrů, 6 státních tajemníků a jednoho vládního komisaře. U státních tajemníků je v závorce uvedeno ministerstvo jejich působnosti.
| Portfej                                                                            | Ministr                         | Strana | Strana   | Nástup do úřadu | Odchod z úřadu                               |
| ---------------------------------------------------------------------------------- | ------------------------------- | ------ | -------- | --------------- | -------------------------------------------- |
| Předseda vlády                                                                     | Yves Leterme                    |        | CD&V     | 20. března 2008 | 30. prosince 2008                            |
| Místopředseda vlády a ministr financí a ústavních reforem                          | Didier Reynders                 |        | MR       | 20. března 2008 | 30. prosince 2008                            |
| Místopředsedkyně vlády a ministryně sociálních věci a veřejného zdraví             | Laurette Onkelinxová            |        | PS       | 20. března 2008 | 30. prosince 2008                            |
| Místopředseda vlády a ministr vnitra                                               | Patrick Dewael                  |        | Open Vld | 20. března 2008 | 30. prosince 2008                            |
| Místopředseda vlády a ministr spravedlnosti a ústavních reforem                    | Jo Vandeurzen                   |        | CD&V     | 20. března 2008 | 30. prosince 2008 (demise 19. prosince 2008) |
| Místopředsedkyně vlády a ministryně práce a rovných příležitostí                   | Joëlle Milquetová               |        | CDH      | 20. března 2008 | 30. prosince 2008                            |
| Ministr zahraničních věcí                                                          | Karel De Gucht                  |        | Open Vld | 20. března 2008 | 30. prosince 2008                            |
| Ministryně malých a středních podniků, živnostníků, zemědělství a vědy             | Sabine Laruellová               |        | MR       | 20. března 2008 | 30. prosince 2008                            |
| Ministryně sociální integrace, důchodů a velkých měst                              | Marie Arenová                   |        | PS       | 20. března 2008 | 30. prosince 2008                            |
| Ministr obrany                                                                     | Pieter De Crem                  |        | CD&V     | 20. března 2008 | 30. prosince 2008                            |
| Ministr ovzduší a energie                                                          | Paul Magnette                   |        | PS       | 20. března 2008 | 30. prosince 2008                            |
| Ministr pro rozvojovou spolupráci                                                  | Charles Michel                  |        | MR       | 20. března 2008 | 30. prosince 2008                            |
| Ministryně státní správy a veřejných společností                                   | Inge Vervottová                 |        | CD&V     | 20. března 2008 | 30. prosince 2008                            |
| Ministr podnikání a zjednodušení                                                   | Vincent Van Quickenborne        |        | Open Vld | 20. března 2008 | 30. prosince 2008                            |
| Ministryně migrační a azylové politiky                                             | Annemie Turtelboomová           |        | Open Vld | 20. března 2008 | 30. prosince 2008                            |
| Portfej                                                                            | Státní tajemník                 | Strana | Strana   | Nástup do úřadu | Odchod z úřadu                               |
| Státní tajemník pro mobilitu (předseda vlády)                                      | Etienne Schouppe                |        | CD&V     | 20. března 2008 | 30. prosince 2008                            |
| Státní tajemník pro koordinaci boje s podvody (předseda vlády)                     | Carl Devlies                    |        | CD&V     | 20. března 2008 | 30. prosince 2008                            |
| Státní tajemník pro finance (m. financí)                                           | Bernard Clerfayt                |        | MR       | 20. března 2008 | 30. prosince 2008                            |
| Státní tajemník pro přípravu evropského předsednictví (m. zahraničních věcí)       | Olivier Chastel                 |        | MR       | 20. března 2008 | 30. prosince 2008                            |
| Státní tajemník pro boj s chudobou (m. sociální integrace, důchodů a velkých měst) | Frédéric Laloux                 |        | PS       | 20. března 2008 | 19. dubna 2008                               |
| Státní tajemník pro boj s chudobou (m. sociální integrace, důchodů a velkých měst) | Jean-Marc Delizée               |        | PS       | 20. dubna 2008  | 30. prosince 2008                            |
| Státní tajemnice pro zdravotně postižené (m. sociálních věcí a veřejného zdraví)   | Julie Fernandezová-Fernandezová |        | PS       | 20. března 2008 | 30. prosince 2008                            |
| Státní tajemník pro rozpočet (m. práce a rovných příležitostí)                     | Melchior Wathelet               |        | CDH      | 20. března 2008 | 30. prosince 2008                            |

### Změny ve vládě
19. dubna 2008 rezignoval Frédéric Laloux (PS) na post státního tajemníka pro boj s chudobou. Učinil tak poté, co bylo zjištěno, že je s ním vedeno soudní šetření ohledně doby, kdy zastával funkci radního ve městě Namur. 30. dubna ho ve funkci nahradil Jean-Marc Délizée (PS).